# Hafrid Sigtryggsdotter (Boberg)
Hafrid Sigtryggsdotter (Boberg), dotter till Sigtrygg Bengtsson (Boberg) i dennes andra äktenskap, med en dotter till Magnus Minnesköld. Hon var troligen mormor till marsken Tyrgils Knutsson och hon hade en son Bengt Hafridsson, sannolikt född i hennes enda kända äktenskap med en man som möjligen hette Gustav, men i övrigt är okänd. I flera källor föreslås Gustaf Petersson (Lejon).
Hafrid är känd nästan enbart genom sitt testamente, utfärdat på Baltak i Vartofta härad 21 oktober 1286.